# District de Steckborn
Le district de Steckborn était l'un des huit districts du canton de Thurgovie jusqu'au 31 décembre 2010. Depuis, le canton est découpé en cinq districts. Il compte 17 846 habitants pour une superficie de 132,9 km2. Le chef-lieu est Steckborn.
Le 1er janvier 2011, les communes ont rejoint le district de Frauenfeld, sauf Raperswilen et Salenstein qui ont rejoint le district de Kreuzlingen.

## Communes
Le district comptait 12 communes :
- Berlingen
- Eschenz
- Herdern
- Homburg
- Hüttwilen
- Mammern
- Müllheim
- Pfyn
- Raperswilen
- Salenstein
- Steckborn
- Wagenhausen